# Мысовский, Кирилл Васильевич
Кирилл Васильевич Мысовский (1836 — после 1880) — русский педагог.

## Биография
Родился в 1836 году в семье священника Астраханской епархии.
Учился в Астраханской духовной семинарии и Казанской духовной академии, которую окончил в сентябре 1860 года 1-м магистром VIII курса; его магистерская диссертация, напечатанная в «Православном собеседнике» в виде статей под заглавиями «Древнерусское церковное право в связи с правом византийским» (1862, I, II, III; 1863, II и III) и «Древнерусское церковное право» (1867, III), была высоко оценена современниками.
По окончании курса он был определён на кафедру философии для преподавания логики, нравственной философии и истории философских систем. Также с 10 мая 1861 года о преподавал русскую историю, а с осени 1863 года до февраля 1865 был секретарём по внутреннему правлению академии. Нравственную философию он не любил и почти не читал, ограничиваясь двумя-тремя лекциями общего характера. Особое внимание он уделял истории философских систем, читая её по «Истории философии» Целлера.
В ноябре 1864 года был утверждён экстраординарным профессором. Не сработавшись с новым ректором, архимандритом Иннокентием, 15 мая 1865 года подал прошение об увольнении от академической службы. В августе того же года перешёл в ведомство министерства просвещения и был назначен преподавателем греческого языка в Мозырскую гимназию в Западном крае. В 1868 году он был переведён преподавателем греческого языка и инспектором в Брестскую прогимназию. В 1871 году занял должность окружного инспектора Виленского учебного округа, но вскоре был назначен директором Гродненской гимназии и на этой должности скончался в начале 1880-х годов от чахотки.
Как богослов занимался гносеологическими исследованиями, анализировал роль религиозного чувства в познании; был представителем так называемой духовно-академической философии и негативно относился к рационализму. Им было издано много древних памятников с предисловиями и обстоятельными исследованиями. Наиболее известные статьи его авторства: «Рукописная кормчая XV века» — подробное ученое описание кормчей Соловецкой обители («Православный собеседник». — 1860, II); «Киприан и великий князь Дмитрий Донской» «Православный собеседник». — 1862, I); «Обзор древних постановлений I—IX в. о почитании воскресного дня» («Православный собеседник». — 1867, 1).